# Kaluđerce
Kaluđerce je naselje u gradu Leskovcu, Jablanički upravni okrug, Srbija. Prema popisu iz 2022. godine u Kaluđercu je živjelo 97 stanovnika.